# Ungla
Ungla, rod kukaca mrežokrilaca iz porodice Chrysopidae. Postoji 25 vrsta koje žive po Južnoj Americi

## Vrste
1. Ungla adamsi C.Tauber, 2017, in C.Tauber & al.
2. Ungla annulata Navás, 1914
3. Ungla argentina (Navás, 1911)
4. Ungla banksi C.Tauber, 2017, in C.Tauber & al.
5. Ungla bolivari (Banks, 1913)
6. Ungla chacranella (Banks, 1915)
7. Ungla confraterna (Banks, 1913)
8. Ungla curimaguensis Sosa, 2015
9. Ungla demarmelsi Sosa, 2015
10. Ungla diazi Sosa, 2015
11. Ungla elbergi C.Tauber, 2017, in C.Tauber & al.
12. Ungla favrei (Navás, 1935)
13. Ungla grandispiracula C.Tauber, 2017, in C.Tauber & al.
14. Ungla ivancruzi de Freitas, 2007
15. Ungla laufferi (Navás, 1922)
16. Ungla martinsi Sosa, 2015
17. Ungla mexicana C.Tauber, 2017, in C.Tauber & al.
18. Ungla nigromaculifrons Sosa, 2015
19. Ungla pallescens Penny, 1998
20. Ungla pennyi C.Tauber, 2017, in C.Tauber & al.
21. Ungla quchapampa C.Tauber, 2017, in C.Tauber & al.
22. Ungla siderocephala (Navás, 1933)
23. Ungla stangei C.Tauber, 2017, in C.Tauber & al.
24. Ungla steinbachi (Navás, 1925)
25. Ungla yutajensis Sosa, 2015